# Lethe pekiangensis
Lethe pekiangensis är en fjärilsart som beskrevs av Clayton Dissinger Mell 1935. Lethe pekiangensis ingår i släktet Lethe och familjen praktfjärilar. Inga underarter finns listade i Catalogue of Life.